# Винный узкорот
Винный узкорот (лат. Dyscophus guineti) — вид земноводных из семейства узкоротов.
Общая длина колеблется от 6 до 10,5 см. Туловище укороченное. Барабанная перепонка слабо заметна. Кожа гладкая, по бокам спины образуются две складки. Плавательная перепонка на лапах развита плохо. Окраска спины колеблется от ярко-красного до красно-оранжевого, брюхо снежно-белое или желтоватое, иногда с тёмным пятном на горле.
Любит низменности в тропических и субтропических влажных лесах, различные болота. Встречается на высоте до 900 метров над уровнем моря. Активен ночью. Питается насекомыми и членистоногими. Для защиты от врагов способен сильно раздуваться.
Яйцекладущее земноводное. Спаривание начинается после сезона дождей.
Вид распространён на северо-восточном побережье Мадагаскара.

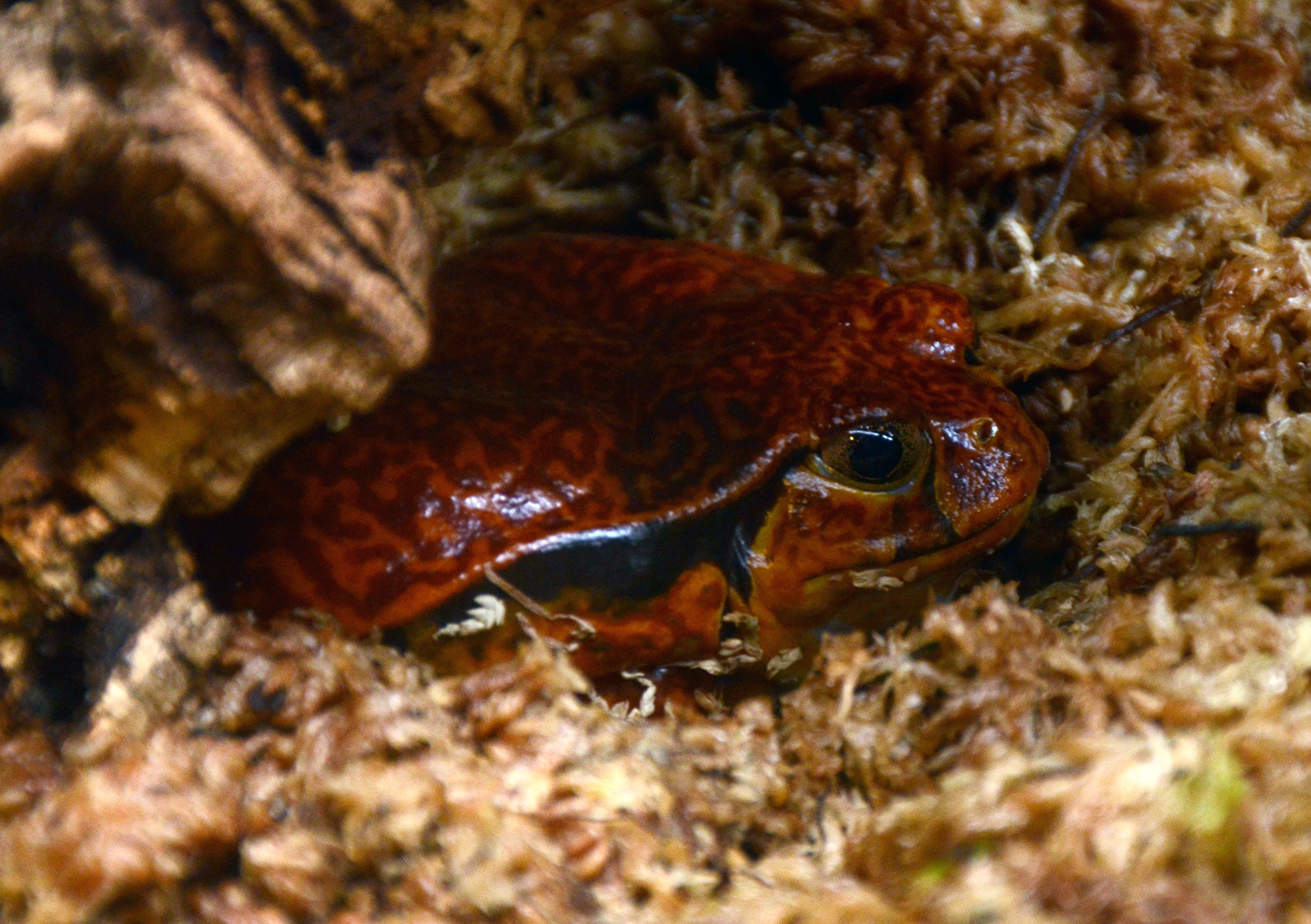
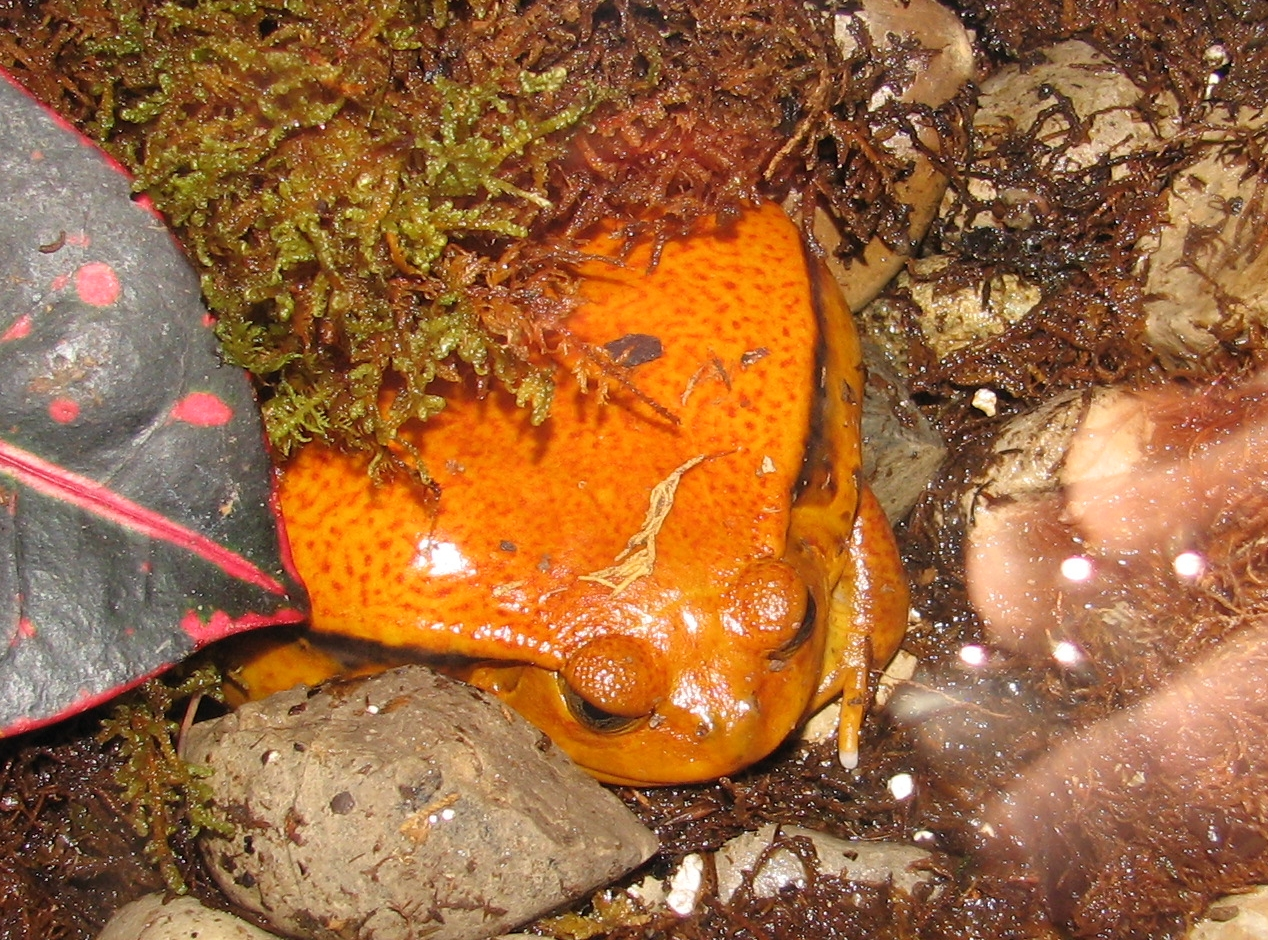
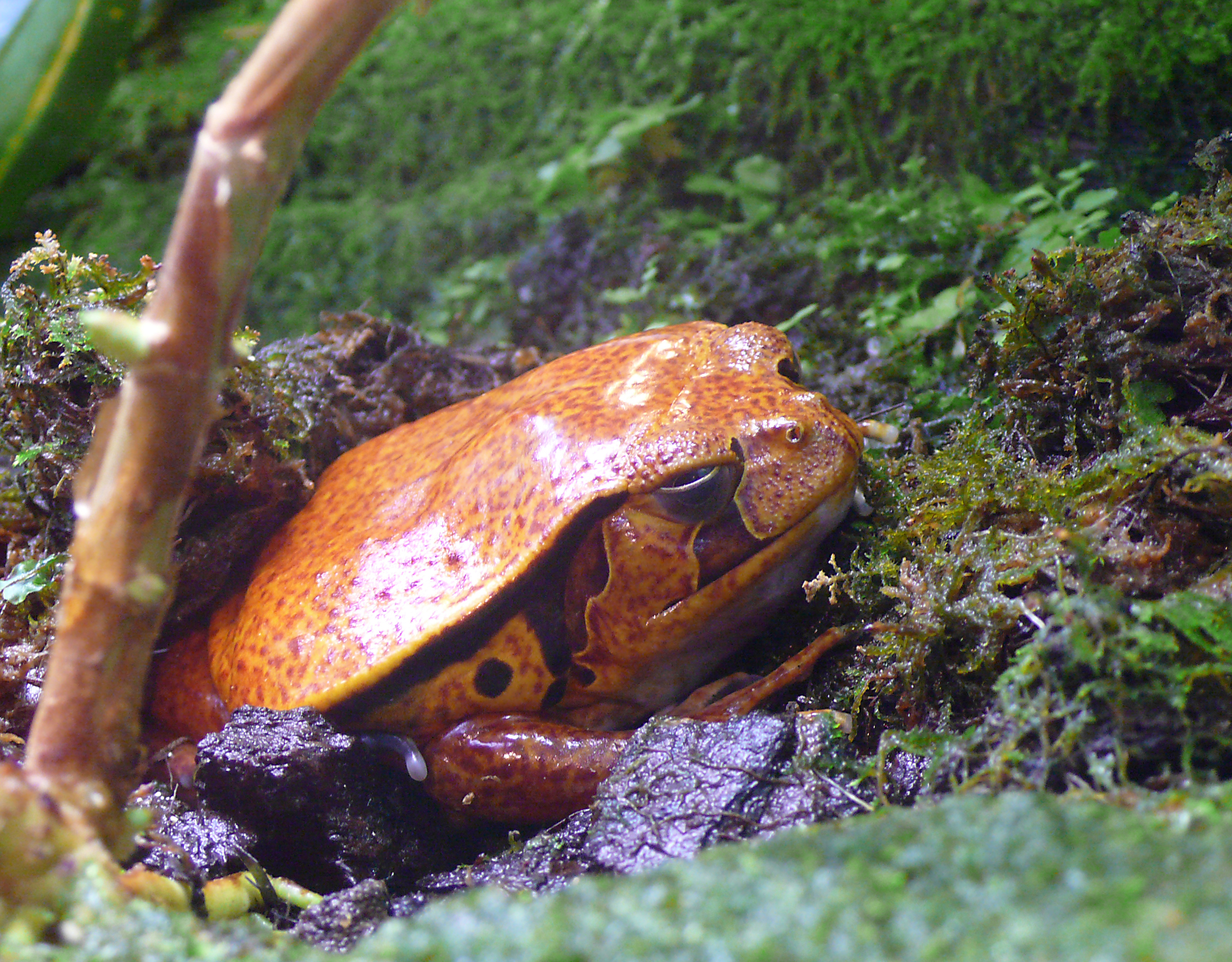